# Vladimir Raskatov
Vladimir Sergeevič Raskatov (in russo Владимир Сергеевич Раскатов?, in ucraino Володимир Сергійович Раскатов?, Volodymyr Serhijovyč Raskatov; 23 ottobre 1957 – Chișinău, 11 gennaio 2014) è stato un nuotatore sovietico, dal 1992 ucraino.

## Carriera
All'apice della carriera vinse due medaglie alle Olimpiadi di Montréal 1976.

## Palmarès
- Giochi olimpici estivi

Montréal 1976: argento nella 4x200m stile libero e bronzo nei 400m stile libero.
- Europei

Jönköping 1977: oro nella 4x200m stile libero.